# Clan Daidōji
Le clan Daidōji (大道寺氏) était un clan du Japon médiéval vassal du clan Hōjō pendant la période Sengoku. Cependant, après la chute du château d'Odawara appartenant au clan Hōjō, en 1590, le clan Daidōji fut éliminé avec son clan suzerain.

## Membres notables
- Daidōji Shigeoki
- Daidōji Masashige